# Лос-Менукос
Лос-Менукос (исп. Los Menucos) — город и муниципалитет в департаменте Вейнтисинко-де-Майо провинции Рио-Негро (Аргентина).

## История
В начале XX века здесь проживали индейцы, вытесненные с более северных мест. В 1906 году немецкой компанией было построено несколько домов. В 1910-х годах через эти места прошла железная дорога, что дало толчок развитию. В 1916 году был образован полицейский участок, а в 1922 году открыта начальная школа. В 1927 году был образован муниципалитет.